# Silence (Charlie Haden/Chet Baker/Enrico Pieranunzi/Billy Higgins)
| Recensione | Giudizio |
| ---------- | -------- |
| AllMusic   | [ 2 ]    |

Silence è un album di Charlie Haden con Chet Baker, Enrico Pieranunzi e Billy Higgins, pubblicato dalla Soul Note Records nel 1989.

## Tracce

### LP
Lato A
1. Visa – 5:48 (Charlie Parker)
2. Silence – 8:45 (Charlie Haden)
3. Echi – 6:09 (Enrico Pieranunzi)

Lato B
1. My Funny Valentine – 5:39 (Lorenz Hart, Richard Rodgers)
2. 'Round About Midnight – 11:36 (Cootie Williams, Thelonious Monk)
3. Conception – 6:00 (George Shearing)

## Musicisti
- Charlie Haden - contrabbasso
- Chet Baker - tromba, voce
- Enrico Pieranunzi - pianoforte
- Billy Higgins - batteria

Note aggiuntive
- Giovanni Bonandrini - produttore
- Registrazioni effettuate l'11 e 12 novembre 1987 al CMC Studio di Roma (Italia)
- Massimo Rocci e Maria Cordio - ingegneri delle registrazioni
- Mastering effettuato al PhonoComp. di Tribiano (Milano)
- Gennaro Carone - ingegnere mastering
- Daniel L. Johnson - cover art copertina album
- Fabrizio Biamonte - fotografia retrocopertina album
- Gary Giddins - note retrocopertina album[4]